# Ciclismo ai Giochi della IX Olimpiade - Tandem
La competizione del tamdem di ciclismo dei Giochi della IX Olimpiade si tenne nei giorni dal 4 al 6 agosto 1928 ad Amsterdam, nei Paesi Bassi.

## Risultati

### Quarti di finale
Si disputarono il 4 agosto. I vincitori di ciascuna serie alle semifinale.
| Pos. | Nazione     | Atleti                       | Tempo |
| ---- | ----------- | ---------------------------- | ----- |
| 1    | Paesi Bassi | Bernard Leene Daan van Dijk  | 12"0  |
| 2    | Austria     | August Schaffer Ferry Dusika |       |

| Pos. | Nazione       | Atleti                      | Tempo |
| ---- | ------------- | --------------------------- | ----- |
| 1    | Gran Bretagna | Jack Sibbit Ernest Chambers | 13"2  |
| 2    | Francia       | Hubert Guyard Henri Lemoine |       |

| Pos. | Nazione  | Atleti                              | Tempo |
| ---- | -------- | ----------------------------------- | ----- |
| 1    | Germania | Karl Köther Hans Bernhardt          | 12"4  |
| 2    | Polonia  | Stanisław Podgórski Ludwik Turowski |       |

| Pos. | Nazione | Atleti                           | Tempo |
| ---- | ------- | -------------------------------- | ----- |
| 1    | Italia  | Francesco Malatesta Adolfo Corsi |       |
| -    | Canada  | -                                | DNS   |

### Semifinali
| Pos. | Nazione       | Atleti                           | Tempo |
| ---- | ------------- | -------------------------------- | ----- |
| 1    | Gran Bretagna | Jack Sibbit Ernest Chambers      | 12"2  |
| 2    | Italia        | Francesco Malatesta Adolfo Corsi |       |

| Pos. | Nazione     | Atleti                      | Tempo |
| ---- | ----------- | --------------------------- | ----- |
| 1    | Paesi Bassi | Bernard Leene Daan van Dijk | 12"2  |
| 2    | Germania    | Karl Köther Hans Bernhardt  |       |

### Finali
| Pos.   | Nazione  | Atleti                           | Tempo |
| ------ | -------- | -------------------------------- | ----- |
| Bronzo | Germania | Karl Köther Hans Bernhardt       | 12"2  |
| 4      | Italia   | Francesco Malatesta Adolfo Corsi |       |

| Pos.    | Nazione       | Atleti                      | Tempo |
| ------- | ------------- | --------------------------- | ----- |
| Oro     | Paesi Bassi   | Bernard Leene Daan van Dijk | 11"8  |
| Argento | Gran Bretagna | Jack Sibbit Ernest Chambers |       |